# Генеральна округа Сталінград
Генера́льна окру́га Сталінгра́д (нім. Generalbezirk Stalingrad) — адміністративно-територіальна одиниця Третього райху, яку планувалося утворити у складі Райхскомісаріату Україна на території тогочасної Сталінградської області Російської РФСР під час Німецько-радянської війни. 

## Адміністративно-територіальний поділ
У разі створення генеральна округа Сталінград поділялася б на такі 17 ґебітів (округ):
- Сталінградський міський ґебіт (нім. Kreisgebiet Stalingrad-Stadt)
- Урюпинський ґебіт (нім. Kreisgebiet Urjupinsk)
- Алексєєвський ґебіт (нім. Kreisgebiet Alexejewskaja)
- Новоанненський ґебіт (нім. Kreisgebiet Nowo-Annenskij)
- Єланський ґебіт (нім. Kreisgebiet Jelan)
- Красноярський ґебіт (нім. Kreisgebiet Krassnyj Jar)
- Котовський ґебіт (нім. Kreisgebiet Kotowo)
- Камишинський ґебіт (нім. Kreisgebiet Kamyschin)
- Фроловський ґебіт (нім. Kreisgebiet Frolowo)
- Серафимовицький ґебіт (нім. Kreisgebiet Sserafimowitsch)
- Дубівський ґебіт (нім. Kreisgebiet Dubowka)
- Клецький ґебіт (нім. Kreisgebiet Kletskaja)
- Нижньочирський ґебіт (нім. Kreisgebiet Nishne-Tschirskaja)
- Чернишківський ґебіт (нім. Kreisgebiet Tschernyschkowskij)
- Краснослобідський ґебіт (нім. Kreisgebiet Krassnaja Ssloboda)
- Ленінський ґебіт (нім. Kreisgebiet Leninsk)
- Ніколаєвський ґебіт (нім. Kreisgebiet Nikolajewskij)